# IC 5157
IC 5157 ist eine elliptische Galaxie vom Hubble-Typ E im Sternbild Piscis Austrinus am Südsternhimmel. Sie ist schätzungsweise 200 Millionen Lichtjahre von der Milchstraße entfernt.
Das Objekt wurde am 26. Juli 1897 von Lewis Swift entdeckt.

## IC 5157-Gruppe (LGG 451)
| Galaxie   | Alternativname | Entfernung/Mio. Lj |
| --------- | -------------- | ------------------ |
| PGC 67813 | ESO 404-14     | 201                |
| PGC 67907 | ESO 404-23     | 201                |
| IC 5157   | PGC 67941      | 200                |